# Дефект Стоуна — Уэйлса
Дефект Стоуна — Уэйлса — кристаллографический дефект в углеродных нанотрубках, графене и других кристаллах с гексагональной кристаллической решёткой. Дефект, как полагают, имеет важное значение для механических свойств нанотрубок. Дефект назван в честь Энтони Стоуна и Дэвида Уэйлса из Кембриджского университета, которые описали его в статье 1986 года, посвящённой изомеризации фуллеренов. Тем не менее, довольно похожий дефект был описан гораздо раньше в статье о графите. Дефект считается ответственным за наноразмерную пластическую деформацию и способность к деформациям в углеродных нанотрубках.
Дефект Стоуна — Уэйлса представляет собой соединённые углеродные кольца с пятью и семью атомами, возникающий благодаря повороту на 90° соседних атомов углерода относительно их центра. Дефект Стоуна — Уэйлса также используется для описания структурных изменений SP² связей наносистем углерода. Например, было предложено, что процесс слияния фуллеренов и углеродных нанотрубок может произойти через последовательность таких перестановок.